# Ray Draper
Raymond Allen „Ray“ Draper (* 3. August 1940 in New York; † 1. November 1982 ebenda) war ein amerikanischer Jazz-Tubist. 

## Biografie
Draper stammte aus einer musikalischen Familie – sein Vater Barclay Draper war Trompeter, seine Mutter Pianistin – und gehörte bereits in ganz jungen Jahren, schon während seines Musikstudiums an der Manhattan School of Music, zum engeren Zirkel der New Yorker Hard-Bop-Szene. Als ausgesprochenes Wunderkind gehandelt, verschaffte er seinem im modernen Jazz bis dahin praktisch noch nicht für solistische Aufgaben eingesetzten Instrument Ende der 1950er Jahre erste Aufmerksamkeit. Er studierte an der New Yorker High School For The Performing Arts. „Entdeckt“ wurde Draper von dem stets als Förderer junger Talente bekannten Altsaxophonisten Jackie McLean, in dessen Band er 1956/57 spielte. 
Es folgten Engagements bei dem Schlagzeuger Max Roach (1958/59) und dem Trompeter Don Cherry. Drapers Nachruhm beruht vor allem auf einer am 20. November 1957 für das Plattenlabel Prestige eingespielten Quintett-Aufnahme unter Mitwirkung von John Coltrane am Tenorsaxophon (The Ray Draper Quintet feat. John Coltrane, Prestige 8228). 
An die Erfolge dieser ersten Jahre konnte der Tubist später nicht mehr anknüpfen: Aufgrund seiner Heroinabhängigkeit arbeitete er im Verlauf der 1960er-Jahre nur sporadisch als Musiker. 1967 nahm er mit einem Sextett (Jackie McLean, Webster Young, Mal Waldron, Jimmy DeBrest und Ben Dixon) die Platte Tuba Sounds auf; des Weiteren wirkte er bei Sonny’s Dream (Birth of the New Cool) von Sonny Criss mit. 1968 war er an Aufnahmen von Big Black beteiligt. Erst um 1970 gelang es ihm wieder, für einige Zeit im Musikbusiness Fuß zu fassen, als er in Bands von Archie Shepp und Horace Tapscott spielte. Als Hommage an den Pionier der modernen Jazz-Tuba bezog der gleichaltrige Virtuose Howard Johnson Draper bei der Gründung seines Tuba-Ensembles Gravity in die Besetzung mit ein. 
Ray Draper wurde 1982 bei einem Raubüberfall in New York ermordet; zu diesem Zeitpunkt war er wiederum seit Jahren praktisch nicht mehr musikalisch aktiv gewesen.
Zu seinen nachgelassenen Kompositionen gehören eine Sinfonie und eine Fugue for Brass Ensemble.

## Diskografische Hinweise
- Tuba Sounds (Prestige/OJC, 1957) mit Webster Young, Jackie McLean, Mal Waldron, Spanky DeBrest, Ben Dixon
- John Coltrane: The Believer (Prestige/OJC, 1957)[1]
- John Coltrane Quartet/John Coltrane With Ray Draper (Roulette, 1958–60)[2]